# Malledevergud, Devadurga
Malledevergud là một làng thuộc tehsil Devadurga, huyện Raichur, bang Karnataka, Ấn Độ.